# Ludwig von Janus
Ludwig von Janus zu Eberstädt (* 5. November 1626 in Eberstädt; † 20. Februar 1693 in Großengottern) war ein sächsischer Hofmeister und Wittumsrat.

## Leben
Ludwig war Angehöriger der Herren „Janus von Eberstedt“. Nach dem frühen Tod seines Vaters Heinrich Werner von Janus († 1635), erhielt er unter seiner Mutter, Martha Agnes von Erffa aus dem Hause Osmarsleben Hausunterricht. Bereits 1636 schloss er sich der aus Thüringen abziehenden schwedischen Armee an. Er stand dann bis 1650 im Dienst des schwedischen Reichsrates und Präsidenten des Hofgerichts im finnländischen Åbo, Freiherr Jöns Knutsson Kurck dem Jüngeren (1590–1652). Während dieser Zeit absolvierte er in Uppsala ein Studium der Fortifikation und Buchhalterei. Über Stockholm gelangte er im November 1650 wieder nachhause auf seine Güter Eberstädt und Großengottern.
Seine Pläne sich in Militärdienste der spanischen Niederlande zu begeben verfingen nicht, stattdessen wurde er im November 1651 Hofjunker bei Herzog Ernst "dem Frommen" von Sachsen-Gotha-Altenburg, an dessen Leichenprozession am 4. Juni 1675 in Gotha er als sachsen-altenburgischer Hofmeister teilnahm. 1661 nahm er in Gotha seinen Abschied und zog sich auf das mütterliche Rittergut Osmarsleben bei Plötzkau im Anhaltischen zurück. Durch Vermittlung des altenburgischen Kanzlers Wolfgang Conrad von Thumbshirn (1604–1667) wurde Janus im April 1665 Hofmeister und Wittumsrat bei der verwitweten Herzogin Dorothea von Sachsen-Eisenach (1601–1675). Am 18. November 1672 wurde er in Halle (Saale) mit dem Namen „Der Wol-Reinigende“ in die Fruchtbringende Gesellschaft aufgenommen. 1678 erreichte er erneut seinen Abschied und zog sich auf sein Gut in Großengottern zurück.
Janus war dreimal verheiratet, zuerst mit Christina Sibylla von Brandenstein aus dem Hause Wernburg, dann 1675 mit Maria Magdalena von der Wendt aus dem Hause Hoppenhausen († 1686), einer Kammerjungfer der Herzogin Johanna Walpurgis von Sachsen-Weißenfels (1647–1687), schließlich mit Anna Lütterodt von Baumbach aus dem Hause Danneberg. Er hatte zwei Töchter und drei Söhne, darunter der kaiserliche Generalfeldwachtmeister Adolf Wilhelm Jahnus von Eberstädt († 1731), der unbeanstandet im Freiherrnstand auftrat und der russische, dann sächsische General Lebrecht Gottfried Jahnus von Eberstädt (1660–1718), der für sich eine Erhebung in den Reichsfreiherrenstand erreichte.